# Perizoma effusa
Perizoma effusa är en fjärilsart som beskrevs av Edward Alfred Cockayne 1953. Perizoma effusa ingår i släktet Perizoma och familjen mätare. Inga underarter finns listade i Catalogue of Life.